# Clase Snipe en España

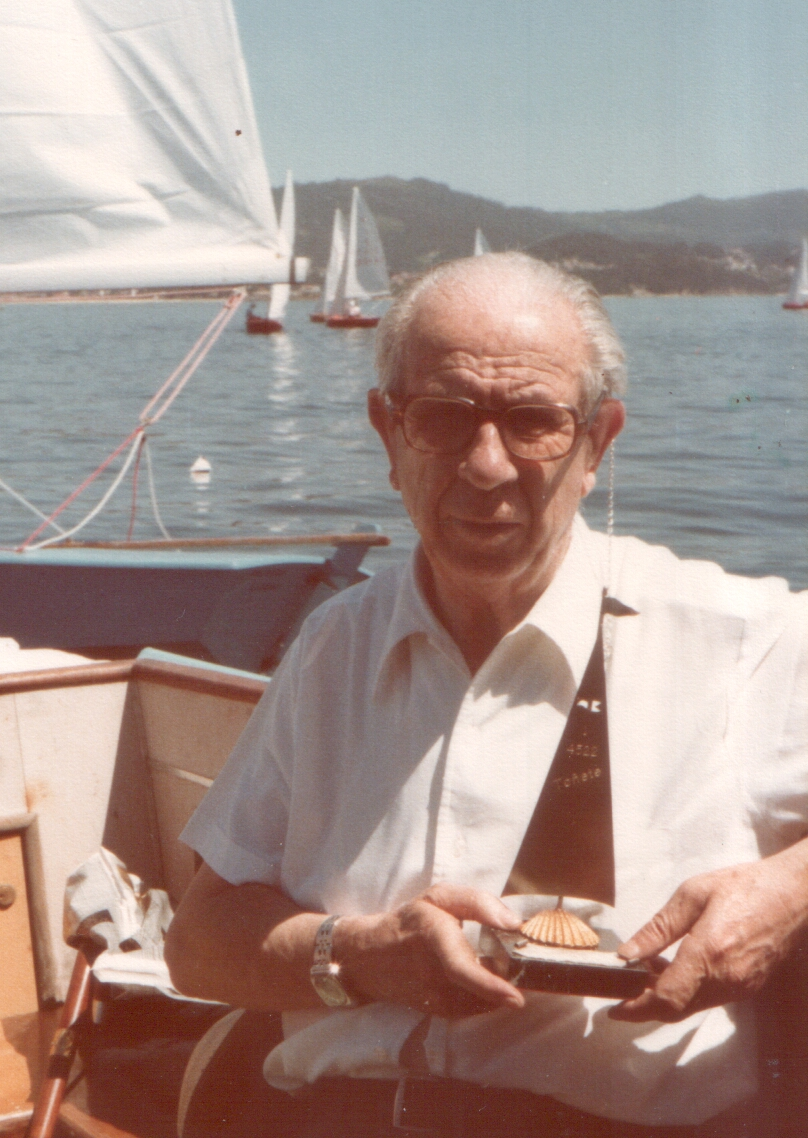
Antonio Ruiz Martinez, primer armador y primer Secretario Nacional de la clase en España.

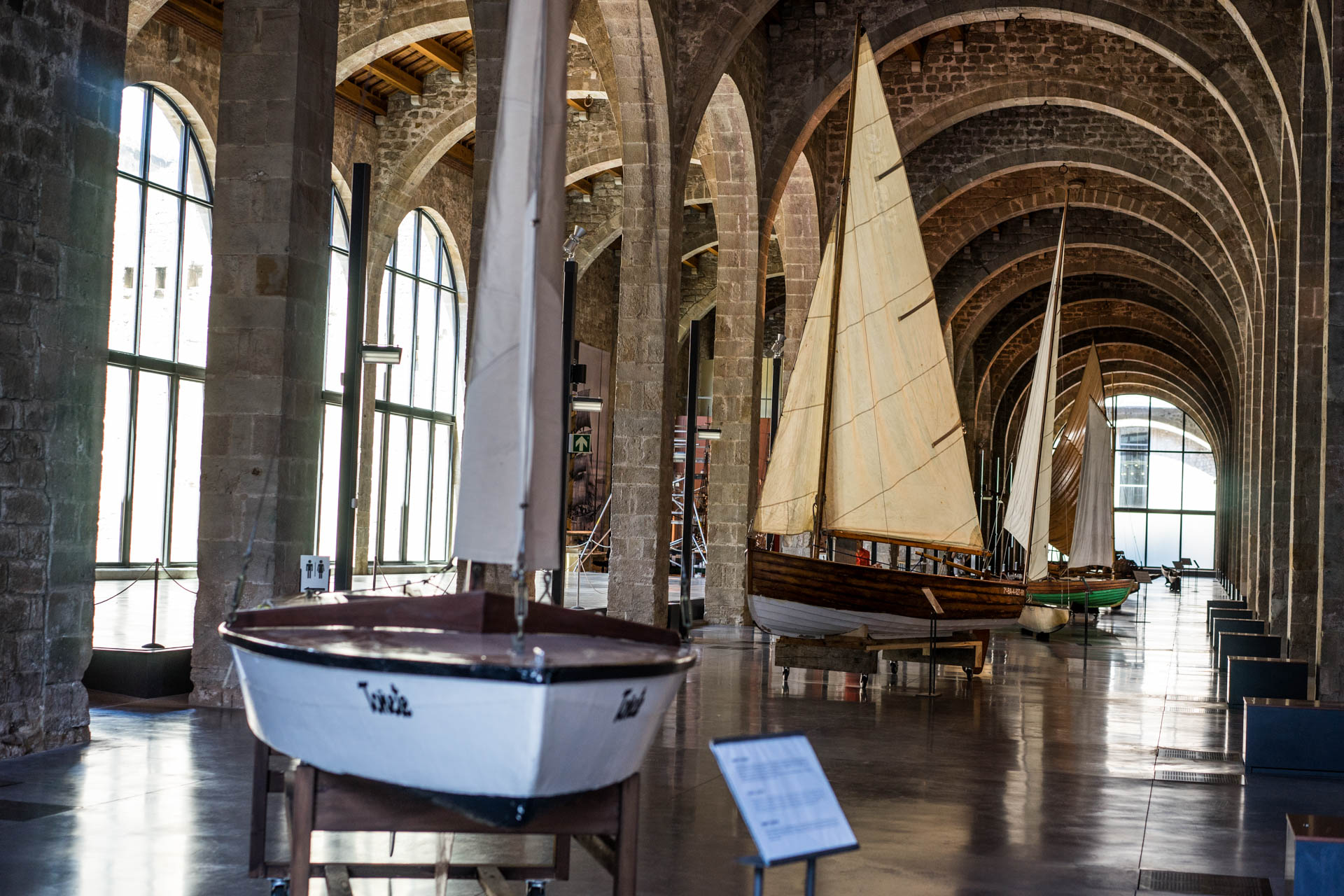
El Snipe "Toñete", primera unidad construida en España, expuesto en el Museo Marítimo de Barcelona.

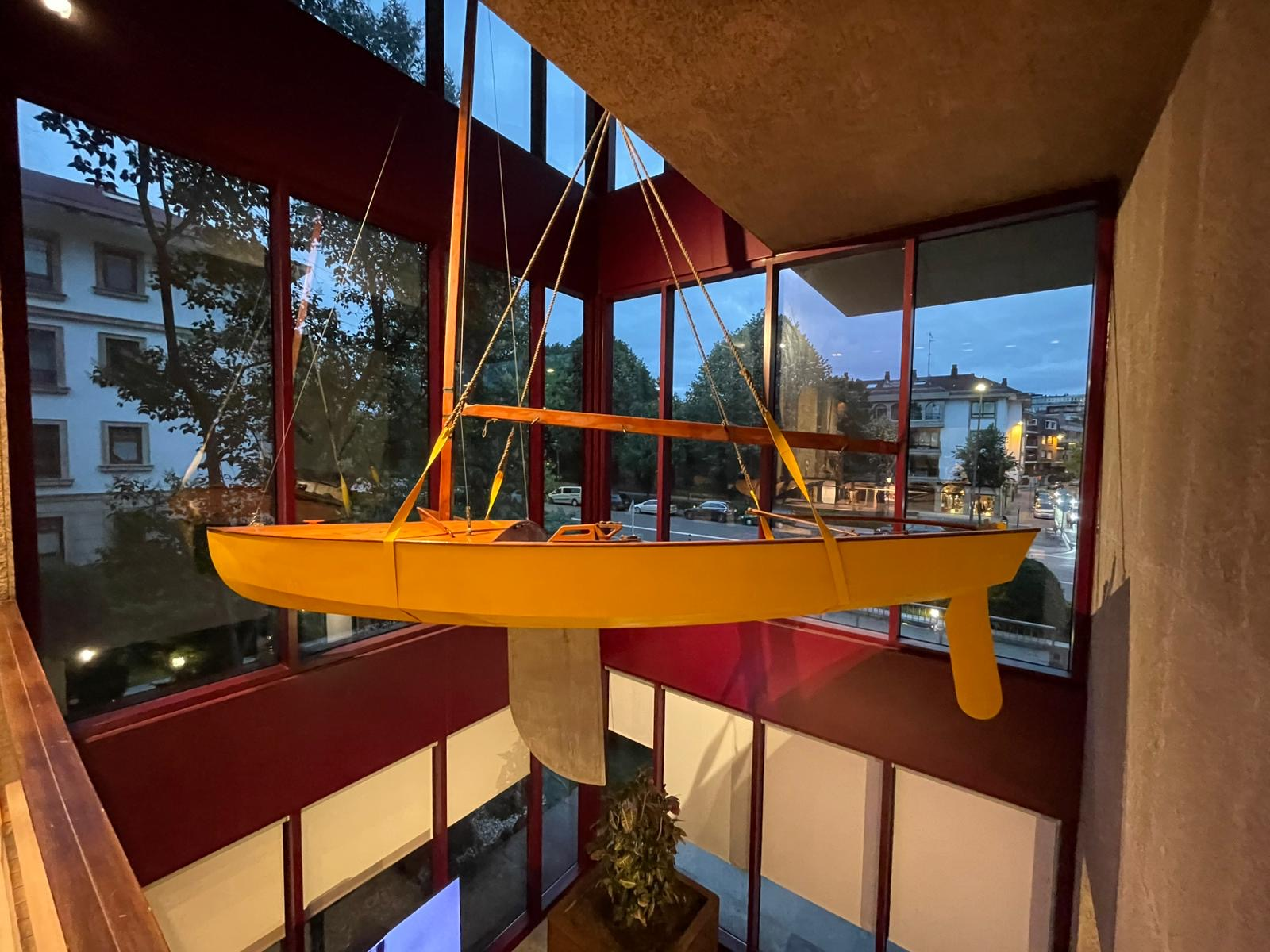
El Snipe "Guadalimar", con el que Juan Manuel Alonso-Allende y Gabriel Laiseca ganaron el primer campeonato del mundo para España, en 1957, expuesto en el Real Club Marítimo del Abra y Real Sporting Club.

La clase Snipe en España comenzó con la construcción, en 1932, de la primera embarcación de la clase internacional Snipe en España, y continúa en la actualidad con la actividad de gran cantidad de flotas y usuarios de Snipes en España.

## Historia
La historia de la clase Snipe en España nace en Vigo, donde Antonio Ruiz Martínez encontró, en la biblioteca del Real Club Náutico de Vigo, el número de julio de 1931 de la revista norteamericana "The Rudder", en la que el ingeniero naval Bill Crosby publicaba los planos de un Snipe. Antonio Ruiz, que posteriormente sería el primer secretario nacional de la clase, procedió a la construcción, entre julio y septiembre de 1932, del primer Snipe de España, que fue bautizado como "Toñete", al igual que el primer hijo de Antonio, nacido a la par que el barco. En la actualidad reposa en el Museo Marítimo de Barcelona, donado por Antonio Ruiz el 18 de enero de 1976. Su número de vela es el 4522, más alto que el de otras unidades construidas posteriormente, debido a que no se solicitó su certificado de medición hasta 1941.
El éxito del "Toñete" en Vigo fue tal que Astilleros Lagos decidió su fabricación comercial, convirtiéndose en el primer astillero de Snipes de España.
Al término de la guerra civil española se produjo un impulso determinante para la clase el 25 de julio de 1939, cuando Antonio Ruiz, entonces comodoro del Real Club Náutico de Vigo, se entrevistó con el delegado nacional de deportes, José Moscardó, con motivo de su desplazamiento a Santiago de Compostela para realizar la tradicional ofrenda al Apóstol Santiago, y le sugirió unificar los distintos tipos de embarcaciones que poseían los diversos clubes, adoptando una clase internacional económicamente asequible a los jóvenes. El delegado nacional aceptó la sugerencia y solicitó una propuesta a presentar en la asamblea de clubes que se celebraría en Madrid en 1940.
La tarea de unificación no fue fácil, ya que en el sur de España existían los monotipos MM o Hispánica, pero la fuerza de otras flotas, como la de Santander, donde denominaban a los Snipes "lagunejas", y la de Bilbao, donde los llamaban "mingorras", consiguió que en aquella reunión, en la que ejerció de árbitro Pedro Nieto Antúnez, se adoptara la "Snipe Class International" como única y económica embarcación sujeta al control de la federación y de la SCIRA (Snipe Class International Racing Association), nombrando a Antonio Ruiz su primer secretario nacional.
Como clase de futuro, junto con la Star, se publicaron datos técnicos en varias revistas náuticas de la época que contribuyeron a su difusión.
La primera flota oficialmente creada en España fue la del Real Club Náutico de Vigo, con el número 136 asignado por SCIRA a nivel mundial.
España organizó por primera vez un mundial de la clase en 1948, consiguiendo también el primer éxito internacional al quedar subcampeona la tripulación española formada por Antonio Pérez Rodríguez, campeón nacional en 1947, 1948 y 1949, y Antonio Ferrer Tur, a los que solamente superaron los argentinos Carlos y Jorge Vilar. Posteriormente, el equipo español formado por Gonzalo Fernández de Córdoba Larios y Luis Triay consiguió la medalla de bronce en los Juegos Mediterráneos de 1955, donde Italia se llevó el oro y Francia la plata. En 1957, España ganó el mundial de la clase por primera vez, con Juan Manuel Alonso-Allende y Gabriel Laiseca. Solamente repetiría este triunfo Félix Gancedo, con Rafael Parga en 1973 y con Manuel Bernal en 1975. En los Juegos Mediterráneos de 1963, España ganó el oro con el equipo formado por Pedro Casado Bolín y Miguel Parra Campos, a los que acompañaron en el podio Italia, plata, y Mónaco, bronce.

## Flotas
España es el tercer país del mundo, por detrás de Japón y Estados Unidos, en número de Snipes registrados al cierre de 2021, con 288. Se encuentran repartidos en 28 flotas activas:
| Flota                                            | Nº de Flota |
| ------------------------------------------------ | ----------- |
| Club Deportivo Código Cero                       | 905         |
| Club de Mar de Almería                           | 278         |
| Club Marítimo de Mahón                           | 187         |
| Club Náutico de Ibiza                            | 249         |
| Club Náutico de Islas Menores                    | 772         |
| Club Náutico Los Nietos                          | 686         |
| Club Náutico Mar Menor                           | 750         |
| Comisión Naval de Regatas de la Armada           | 153         |
| Real Club Astur de Regatas                       | 152         |
| Real Club de Regatas de Cartagena                | 147         |
| Real Club de Regatas de Galicia                  | 214         |
| Real Club de Regatas de Santiago de la Ribera    | 148         |
| Real Club Marítimo de Huelva                     | 424         |
| Real Club Marítimo de Melilla                    | 181         |
| Real Club Marítimo de Santander                  | 150         |
| Real Club Marítimo del Abra y Real Sporting Club | 151         |
| Real Club Mediterráneo                           | 146         |
| Real Club Náutico de Adra                        | 776         |
| Real Club Náutico de Arrecife                    | 623         |
| Real Club Náutico de Cádiz                       | 184         |
| Real Club Náutico de Gran Canaria                | 287         |
| Real Club Náutico de La Coruña                   | 168         |
| Real Club Náutico de Madrid                      | 529         |
| Real Club Náutico de Motril                      | 624         |
| Real Club Náutico de Palma                       | 248         |
| Real Club Náutico de Tenerife                    | 248         |
| Real Club Náutico de Valencia                    | 154         |
| Real Club Náutico de Vigo                        | 136         |

## Competiciones
España ha sido sede del campeonato del mundo en seis ocasiones:
- 1948, organizado por el Real Club Náutico de Palma
- 1955, organizado por el Real Club Marítimo de Santander
- 1965, organizado por el Real Club Náutico de Gran Canaria
- 1973, organizado por el Real Club Mediterráneo
- 1999, organizado por el Real Club de Regatas de Santiago de la Ribera
- 2017, organizado por el Real Club Náutico de La Coruña

Y del campeonato de Europa en otras seis ocasiones:
- 1962, organizado por el Real Club Náutico de Palma
- 1978, organizado por el Real Club Náutico de Valencia
- 1986, organizado por el Real Club de Regatas de Santiago de la Ribera
- 1994, organizado por el Club Marítimo de Mahón
- 2008, organizado por el Real Club Náutico de Gran Canaria
- 2016, organizado por el Real Club de Regatas de Santiago de la Ribera

A nivel nacional, las dos competiciones más importantes son el Campeonato de España, que se celebra desde 1942, y la Copa de España, que se celebra desde 1988. Les sigue en importancia el Campeonato Ibérico, que se celebra en España y Portugal en años alternativos desde 1965. Estas tres pruebas forman parte de un Circuito Nacional de Regatas con cuyos resultados se elabora el ranking nacional de la clase. Otras competiciones históricas del calendario nacional son el Trofeo Su Majestad el Rey, que se celebra desde 1943; el Trofeo Almirante Farragut, desde 1957; el Gran Trofeo Valencia, desde 1960; la Copa SAR Príncipe de Asturias, desde 1963 (sustituida por el Memorial Carlos del Castillo); el Trofeo Las Anclas, desde 1967; el Trofeo San Roque, desde 1968; el Trofeo Sol de Oro, desde 1970; el Trofeo Ciudad de La Coruña, desde 1973; y el Trofeo Armada Española, desde 1979.

## Secretarios Nacionales
| Periodo   | Secretario Nacional                  |
| --------- | ------------------------------------ |
| 1934-40   | Antonio Ruiz Martínez                |
| 1941-56   | José María Lasaosa Dilla             |
| 1957-65   | Ángel Riveras de la Portilla         |
| 1966-68   | Fernando Bolín Saavedra              |
| 1969-74   | Arturo Delgado de Almeida            |
| 1975-76   | Santiago Méndez Fariñas              |
| 1977      | Carlos Gómez Carrera                 |
| 1978      | Santiago Méndez Fariñas              |
| 1979-81   | Arturo Delgado de Almeida            |
| 1982      | Ángel Belles Pena                    |
| 1983-87   | Francisco Ginés Pérez López          |
| 1988-91   | Fernando Velarde Flores              |
| 1992-93   | Eduardo Pastor Herreros              |
| 1994-97   | Carlos Rivas Martín                  |
| 1998-2002 | Ricardo Rubio Vilar                  |
| 2002-04   | Fernando Tajuelo Gil                 |
| 2004-06   | José Pérez Morales                   |
| 2006-08   | Adrián Dupuy López                   |
| 2009      | Fernando Tajuelo Gil                 |
| 2010-14   | Antonio Gil Buendía                  |
| 2015-18   | Martín Bermúdez de la Puente Gallego |
| 2018-22   | Fernando Celdrán Villarejo           |
| 2022-24   | Salvador Bueno Miguel                |
| 2024-     | Alberto Bueno Elexpuru               |

## Astilleros
Un factor decisivo en el desarrollo de la clase en España ha sido la existencia de astilleros nacionales para abastecer el continuo crecimiento y renovación de la flota. Aparte de la fabricación de unidades por parte de los propios particulares, diferentes carpinteros de ribera construyeron Snipes desde 1931, y posteriormente se incorporaron las astilleros comerciales, siendo el primero de ellos Astilleros Lagos de Bouzas, al que siguieron Cabanellas en Baleares, Rovira en Barcelona o Udondo en Bilbao. Con el cambio de la madera por la fibra de vidrio llegaron los astilleros especializados, como Stratos en Igollo, Kalispera en Gijón, Venturi en Madrid, Astilleros Ramos (modelo "Proto") en Málaga, Astilleros Araez en Los Alcázares, AX Boat en Málaga, Company (modelo "J2") en Binisalem, Sail-JRC Bergondo (modelo "Zeltic") en El Grove, Volcán en Santa Cruz de Tenerife o Sinergia Racing Group en Cartagena.